# إدارة سلسلة الطلب

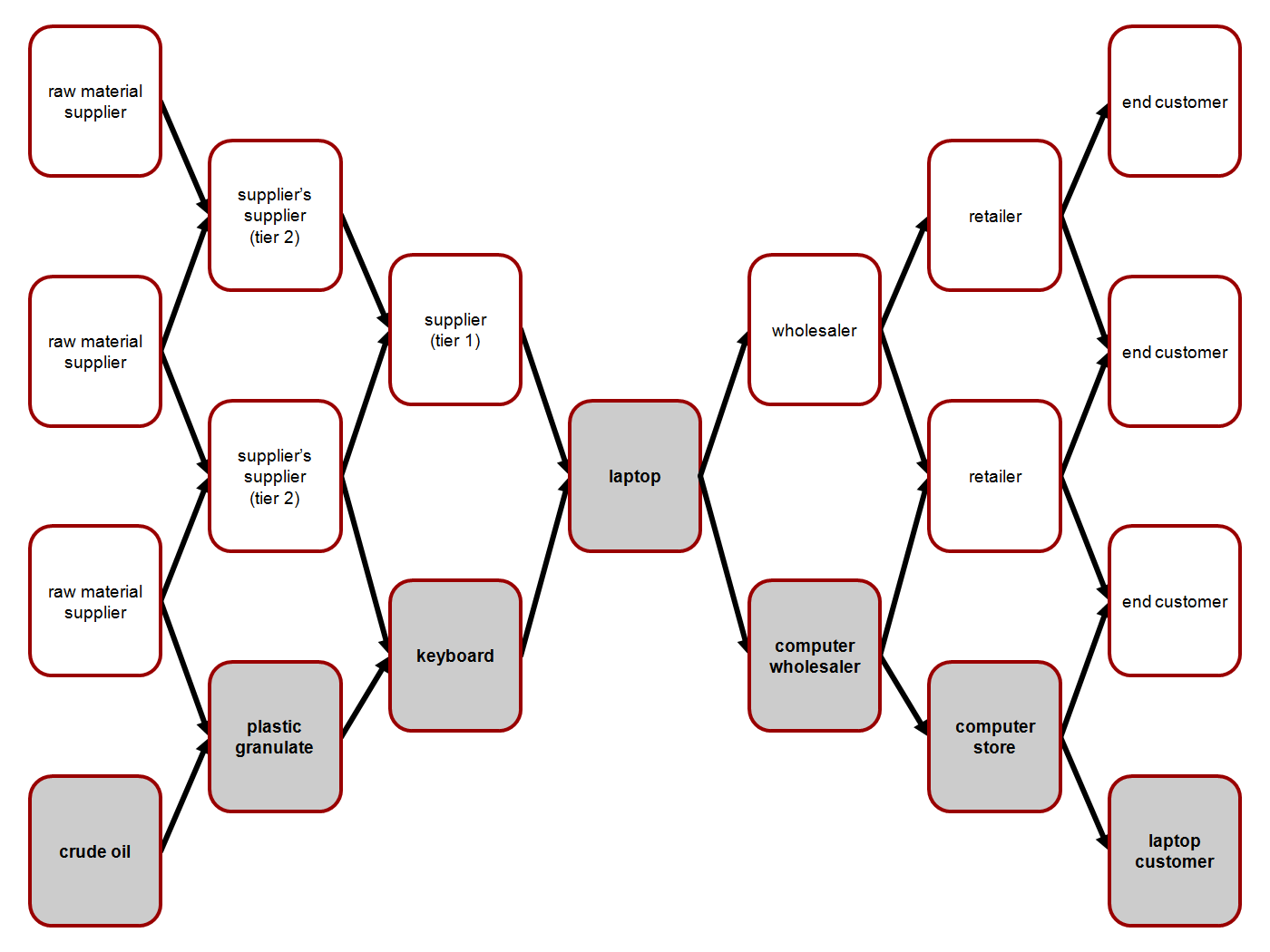
Demand chain management is aimed at managing complex and dynamic supply and demand networks. (cf. Wieland/Wallenburg, 2011)تهدف

 إدارة سلسلة الطلب إلى إدارة شبكات العرض والطلب المعقدة والديناميكية. (cf. Wieland/Wallenburg, 2011)
إدارة سلسلة الطلب (DCM) تشير إلى إدارة العلاقات الصاعدة والهابطة بين الموردين والعملاء لإمداد العميل بالقيمة المثلى بأقل تكلفة لسلسلة الطلب ككل. يُستخدم مصطلح إدارة سلسلة الطلب للدلالة على المفهوم المشار إليه عادة ب إدارة سلسلة الإمداد، ولكن مع إيلاء اهتمام خاص لجذب العميل pull. ومن هذا المنطلق، تسد أدوات برامج إدارة سلسلة الطلب الفجوة ما بين إدارة علاقات العملاء وإدارة سلسلة الإمداد. وتُدار عملية سلسلة الإمداد التابعة للمؤسسة بغرض توفير القيمة المثلى حسب طلب العملاء. تشير إحدى الدراسات التي أجريت في جامعة فاغيننغن (Wageningen) (هولندا) إلى أن إدارة سلسلة الطلب بمثابة امتداد لإدارة سلسلة الإمداد، نتيجة لتطويرها لمنظور توجيه السوق ضمن مفاهيمها. بما أن المصطلح «سلسلة أو شبكة الإمداد المرتكزة على الطلب» تشير إلى مجموعة من المفاهيم، يُستخدم المصطلح «تنفيذ الطلب الموجه» أو (DDE) للتعبير عن وسائل تحقيق تلك المفاهيم.[بحاجة لمصدر]

## شبكة الإمداد المرتكزة على الطلب
تعد شبكة الإمداد المرتكزة على الطلب (DDSN) إحدى وسائل إدارة سلسلة الإمداد التي تتضمن إنشاء سلاسل الإمداد استجابة لإشارات الطلب. تتحكم طلبات العملاء في توجيه القوة الرئيسية لشبكة الإمداد المرتكزة على الطلب. مقارنة بسلسلة الإمداد التقليدية، تستخدم شبكة الإمداد المرتكزة على الطلب تقنية الجذب. وتقدم لشبكة الإمداد المرتكزة على الطلب الفرص للمشاركة في المزيد من المعلومات والتعاون مع الآخرين في سلسلة الإمداد.
تستخدم شبكة الإمداد المرتكزة على الطلب النموذج المكون من أربعة مستويات. المستوى الأول هو الاستجابة والمستوى الثاني التوقع والمستوى الثالث التعاون والمستوى الأخير العمل بتنظيم. يركز أول مستويين على سلسلة الإمداد الداخلية بينما يصب المستويان الآخران تركيزهما على العلاقات الخارجية في جميع أجزاء المؤسسة الموسعة.

### المزايا التنافسية
لتوليد مزايا تنافسية مستدامة مع شبكة الإمداد المرتكزة على الطلب، يجب على الشركات الالتزام بثلاثة شروط: الانتظام (إنشاء أنشطة مشتركة) وسرعة رد الفعل (الاستجابة بسرعة للتغير قصير الأجل) والتكيف (ضبط تصميم سلسلة الإمداد).

### المفاهيم الخاطئة
هناك خمسة مفاهيم خاطئة شائعة في الطلب الموجه (شبكة الإمداد المرتكزة على الطلب):.
1. تعتقد بعض الشركات أنها تركز على الطلب لأن لديهم توقعات جيدة عن مستقبل شركتهم.
2. قاموا بعمليات تصنيع هزيلة.
3. لديهم بيانات كبيرة عن جميع عملائهم.
4. يعتقدون أن ذلك أحد مشاريع التكنولوجيا ويعد توقع الشركة إشارة لإدراك الطلب.
5. لديهم نظرة جيدة عن طلب العملاء.

يعد التصنيع المرتكز على الطلب أحد العناصر الهامة في شبكة الإمداد المرتكزة على الطلب (التصنيع المرتكز على الطلب («في الوقت الحقيقي»). يوفر التصنيع المرتكز على الطلب العملاء الفرصة ليعبروا عما يريدونه في الزمان والمكان المطلوبين.

## التنفيذ المرتكز على الطلب
يوجد تشابه بين إدارة سلسلة الطلب وإدارة سلسلة الإمداد، ولكن بالتركيز على جذب المستهلك مقابل جذب الموردين. تبدأ سلسلة الطلب بالعملاء ثم عن طريق البائعين والموزعين والشركاء الآخرين في الأعمال التجارية المساعدين في بيع المنتجات والخدمات. تشمل سلسلة الطلب الأدوات القوية المباشرة وغير المباشرة للمبيعات. ومن الصعب الكشف عن طلب العملاء لأن حالات نفاد المخزون (OOS) تحرف البيانات التي تم جمعها من وحدات نقاط البيع. وفقًا لدراسات كروستن/جرين (Corsten/Gruen) (2002, 2008) تبلغ نسبة حالات نفاد المخزون 8%. بالنسبة للمنتجات المدرجة في الترويج للمبيعات، تصل حالات نفاد المخزون إلى 30%. تعد المعلومات الموثوق بها أمرًا ضروريًا للتصنيع المرتكز على الطلب ومن ثم يعد تخفيض حالات نفاد المخزون عاملًا رئيسيًا في نجاح التصنيع المرتكز على الطلب.
يصف كورستن وجرين العوامل الرئيسية لتخفيض نسب حالات نفاد المخزون:
- دقة البيانات
- التوقع ودقة الطلب التجاري
- كمية الطلب التجاري
- الاستكمال
- القدرة (توفير الوقت)
- القدرة (التعبئة) والامتثال للصورة المقطعية
- تجديد الأرفف

تنفيذ العمليات التي تدعمها الأنظمة يؤدي إلى معالجة المعاملات القصوى للتكنولوجيا الجديدة التي تم تناولها في أبحاث جارتنر تسمح هذه التكنولوجيا بمعالجة قدر كبير من بيانات نقاط البيع وتحديد الهوية باستخدام موجات الراديو) في الوقت الحقيقي مما يوفر معلومات لمديري المتاجر والمسؤولين عن الأرفف وسلسلة الإمداد.

## كتابات أخرى
- Beyond CRM: The Critical Path to Successful Demand Chain Management
- The Handbook for Becoming Demand Driven[وصلة مكسورة]